# Diocèse de Dallas

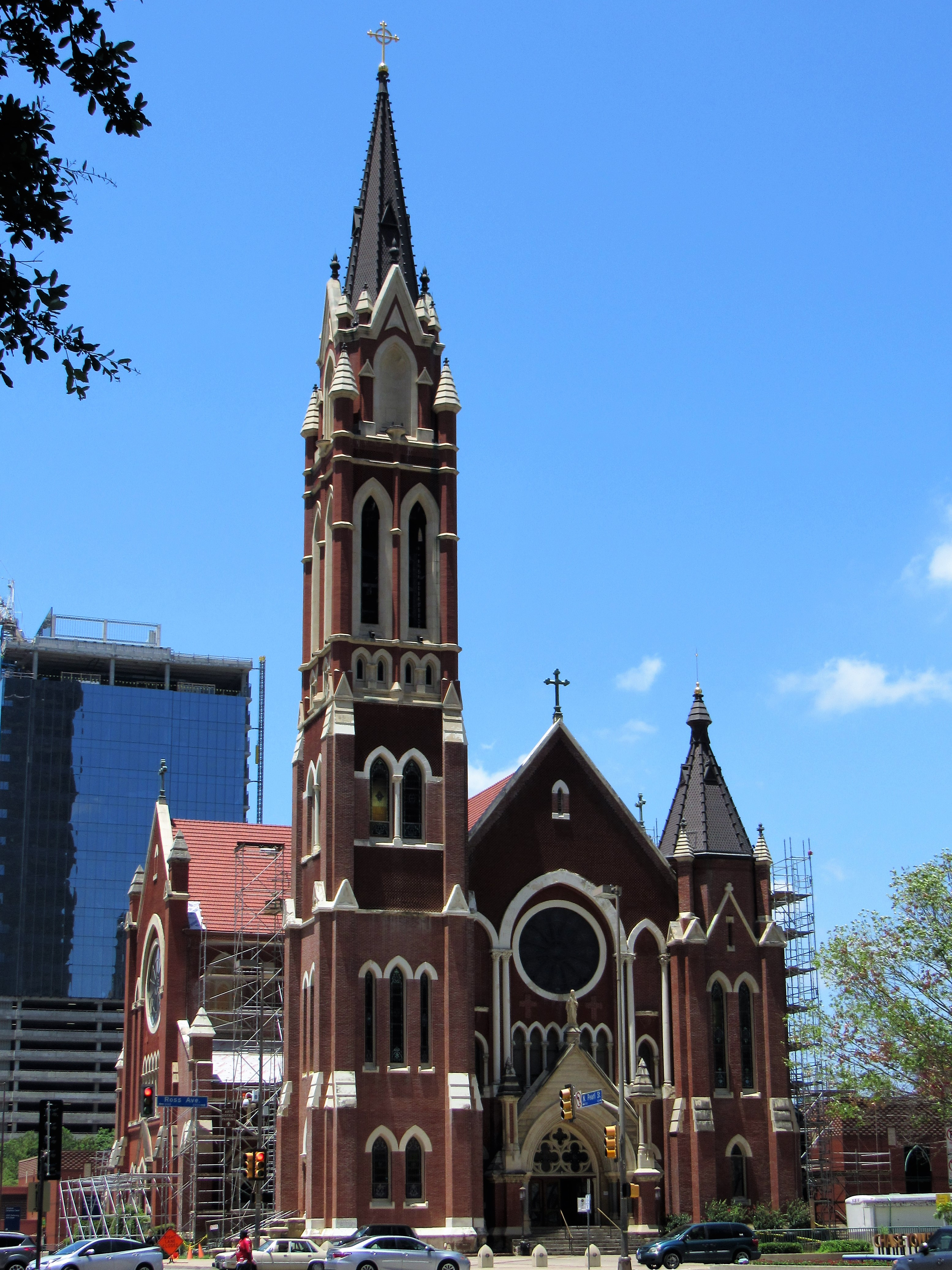
Cathédrale de Dallas.

Le diocèse de Dallas (Dioecesis Dallasensis) est un siège de l'Église catholique aux États-Unis, suffragant de l'archidiocèse de San Antonio. En 2016, il comptait 1.320.737 baptisés pour 4.056.215 habitants. Il est tenu par Mgr Edward Burns (en) depuis 2016.

## Territoire
Le diocèse comprend neuf comtés de la partie septentrionale de l'État du Texas : Collin, Dallas, Ellis, Fannin, Grayson, Hunt, Kaufman, Navarro et Rockwall.
Le siège épiscopal est à Dallas, où se trouve la cathédrale-sanctuaire de Guadalupe.
Le territoire s'étend sur 19 475 km² et il est subdivisé en 74 paroisses.

## Histoire
Le diocèse de Dallas  a été érigé le 15 juillet 1890 par la bulle Romani Pontifices de Léon XIII, recevant son territoire du diocèse de Galveston (aujourd'hui archidiocèse de Galveston-Houston).
Il s'agrandit en 1891 et en 1892, incorporant des territoires du vicariat apostolique de l'Arizona (aujourd'hui diocèse de Tucson).
Le 3 mars 1914, le 3 août 1926 et le 15 novembre 1947, il cède des portions de territoire à l'avantage des nouveaux diocèses d'El Paso, d'Amarillo et d'Austin.
Le 20 octobre 1953, l'église Saint-Patrick de Fort Worth est élevée au rang de co-cathédrale par le décret Urbs vulgo de la Congrégation pour les évêques ; ainsi le diocèse prend le nom de diocèse de Dallas-Fort Worth.
Le 16 octobre 1961, il cède encore une portion à l'avantage du nouveau diocèse de San Angelo. Le séminaire du diocèse, le Holy Trinity Seminary, ouvre ses portes en 1964, à Irving dans la banlieue de Dallas.
Le 9 août 1969, le diocèse se divise, entre le diocèse de Fort Worth et celui de Dallas.
Le 12 décembre 1986, il cède une portion de territoire pour l'érection du diocèse de Tyler.

## Statistiques
Le diocèse comptait en 2016 pour une population de 4.056.215 habitants un nombre de 1.320.737 baptisés (32,6% du total).
- En 1950, le diocèse comptait 67.069 baptisés catholiques pour 2.800.000 habitants (2,4%), servis par 155 prêtres (81 diocésains et 74 réguliers), 37 religieux et 555 religieuses dans 139 paroisses
- En 1970, le diocèse comptait 108.986 baptisés catholiques pour 2.139.900 habitants (5,1%), servis par 190 prêtres (84 diocésains et 106 réguliers), 121 religieux et 481 religieuses dans 53 paroisses
- En 1990, le diocèse comptait 212.264 baptisés catholiques pour 2.532.627 habitants (8,4%), servis par 178 prêtres (104 diocésains et 74 réguliers), 93 diacres permanents, 74 religieux et 201 religieuses dans 63 paroisses
- En 2000, le diocèse comptait 605.457 baptisés pour 2.990.703 habitants (20,2%), servis par 198 prêtres (121 diocésains et 77 réguliers), 137 diacres permanents, 97 religieux et 166 religieuses dans 72 paroisses
- En 2004, le diocèse comptait 930.352 baptisés pour 3.371.300 habitants (27,6%), servis par 198 prêtres (122 diocésains et 76 réguliers), 145 diacres permanents, 96 religieux et 146 religieuses dans 67 paroisses
- En 2016, le diocèse comptait 1.320.737 baptisés pour 4.056.215 habitants (32,6%), servis par 212 prêtres (132 diocésains et 80 réguliers), 177 diacres permanents, 93 religieux et 91 religieuses dans 74 paroisses[3]

On constate depuis une quarantaine d'années une explosion du nombre de fidèles catholiques (passant à 5% de la population dans les années 1970 à près de 33% de la population) ; cela est dû à l'immigration en provenance du Mexique et d'Amérique latine. Le nombre de frères diminue légèrement, mais celui des religieuses apostoliques (enseignement, travail social, etc.) s'effondre. Le nombre de fidèles par prêtre est de 835 en 1980 et passe à 6 229 en 2016. Le nombre de diacres permanents reste faible proportionnellement.